# نبرد دریایی خلیج هاکوداته
نبرد دریایی خلیج هاکوداته (به ژاپنی: 函館湾海戦 Hakodatewan Kaisen) یک نبرد مابین باقیمانده نیروی دریایی شوگون‌سالاری توکوگاوا و متحد شده با نیروهای جمهوری ازو در شمال ژاپن و از طرف دیگر نیروی دریایی امپراتوری ژاپن بود. این نبرد از ۴ تا ۱۰ مه ۱۸۶۹ ادامه داشت. این نبرد آخرین مرحله از نبرد هاکوداته در طی جنگ بوشین بود. این نبرد در هاکوداته در شمال جزیره هوکایدو رخ داد.

## زمینه
توکوگاوا یوشینوبو (کیکی)، پانزدهمین شوگون از شوگون‌سالاری ادو، از نسل توکوگاوا و دربار امپراتوری بود و به دلیل هوش و ذکاوتش، امید همه را به دوش می‌کشید. اگرچه یوشینوبو نمی‌خواست شوگون شود، اما به عنوان سرپرست شوگون جوان، توکوگاوا ایه‌موچی، منصوب شد و در قلب حکومت قرار گرفت.
کیکی اعتقاد راسخی به گشودن درهای کشور به روی جهان خارج داشت. او فکر می‌کرد اخراج خارجی‌ها غیرواقع‌بینانه است، اما خود را بین شوگون‌سالاری و دربار امپراتوری گرفتار یافت. او شوگون‌سالاری را ترک کرد و عضو شورای مشاوران (شورای سانیو) شد، اما از جاه‌طلبی‌های سیاسی قلمرو ساتسوما به ستوه آمد و با زبان توهین‌آمیز شورا را منحل کرد. او فرمانده کل گارد امپراتوری شد که از دربار امپراتوری محافظت می‌کرد و در دفع قلمرو چوشو از کیوتو موفق شد.
با این حال، در طول اولین لشکرکشی چوشو توسط شوگون‌سالاری، یوشینوبو از جریان امور کنار گذاشته شد و مشغول رسیدگی به شورش حزب تنگو در قلمرو میتو، پایگاه اصلی خود بود. در طول دومین لشکرکشی چوشو، شوگون‌سالاری توسط قلمرو چوشو شکست خورد و توکوگاوا ایه‌موچی بر اثر بیماری درگذشت. پس از اینکه یوشینوبو سرانجام به مقام شوگون رسید، بزرگ‌ترین حامی خود، امپراتور کومی، را از دست داد، اما مهارت‌های دیپلماتیک خود را در برخورد با فرستادگان چهار کشور نشان داد و کشور را به سمت گشودگی هدایت کرد. او همچنین اصلاحات جسورانه‌ای را در شوگون‌سالاری آغاز کرد، اما بازسازی این نظام دشوار بود و تصمیم گرفت بازگشت قدرت سیاسی به امپراتور (تایسی هوکان) را انجام دهد. جناح ضد شوگون‌سالاری، که دلیل خود را برای سرنگونی شوگون‌سالاری از دست داده بود، کودتایی به نام اعلامیه بزرگ احیای حکومت امپراتوری ترتیب داد، یوشینوبو پایگاه خود را به قلعه اوساکا منتقل کرد. یوشینوبو سعی کرد با انجام مذاکرات با کشورهای خارجی، دولت جدید را بی‌اثر کند. با این حال، به دلیل توطئه‌ای از سوی قلمرو ساتسوما، قلمرو شونای محل اقامت خاندان ساتسوما در ادو را به آتش کشیدند و نیروهای توکوگاوا و نیروهای دولت جدید سرانجام در نبرد توبا-فوشیمی با هم درگیر شدند.